# Ron Abegglen
Ron Abegglen (Vernal, 19 agosto 1937 – 19 dicembre 2018) è stato un cestista e allenatore di pallacanestro statunitense.